# Robert Hitcham
Robert Hitcham (1572 ? – 1636) est député et procureur général sous le roi Jacques Ier.

## Biographie
Robert est né d'origine modeste à Levington, près d'Ipswich, et fait ses études à la Free School d'Ipswich et plus tard au Pembroke College de Cambridge, étudiant le droit. Il est admis à Gray's Inn le 3 novembre 1589 en provenance de Barnard's Inn et est admis au barreau en 1595.
Il est député de West Looe, Cornouailles de 1597 à 1598 ; pour King's Lynn, Norfolk de 1604 à 1611 ; pour Cambridge en 1614 et pour Orford, Suffolk de 1624 à 1626.
Il occupe un certain nombre de postes, notamment : procureur général d'Anne de Danemark, reine consort de Jacques Ier (1603–? ); Sergent en droit (1614–?); et sergent principal de King (1616–? ). Il est fait chevalier le 29 juin 1604 par le roi Jacques Ier.

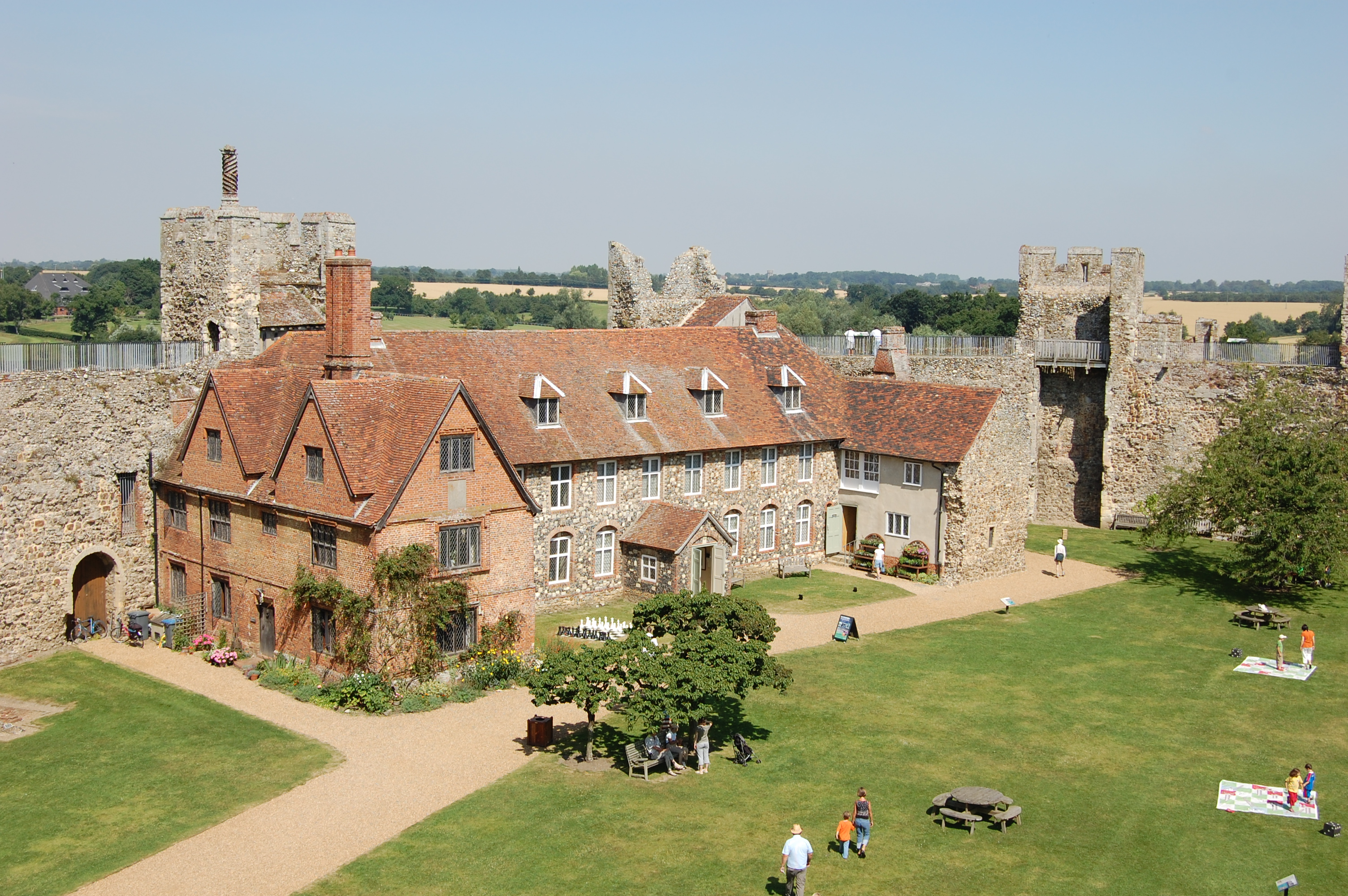
hospice du Château de Framlingham

Le 14 mai 1635, il achète le château de Framlingham, dans le Suffolk, à Theophilus Howard, 2e comte de Suffolk pour la somme de 14 000 £.
Il meurt le 15 août 1636 et repose aujourd'hui dans un tombeau de l'église Saint-Michel-Archange de Framlingham.

## Héritage
Son testament stipule que le château, à l'exception des murs extérieurs, serait démoli et que la pierre serait utilisée pour construire une maison des pauvres. Les bâtiments intérieurs sont dûment démolis et l'hospice de Robert Hitcham, est construit à la place. Il dote également une école pour les enfants locaux (à l'origine réservés aux garçons), qui est la fondation de l'actuelle école primaire Framlingham Sir Robert Hitcham. Il laisse également de l'argent dans son testament pour financer une école à Debenham et Coggeshall. L'école de Debenham porte son nom; École primaire Sir Robert Hitcham CEVA.
Il lègue le site du château au maître, aux boursiers et aux érudits du Pembroke College de Cambridge. Une partie des terres qu'il laisse est ensuite cédée par le Collège pour y installer le Framlingham College, une école construite en mémoire de Prince Albert.
Le cloître de Hitcham au Pembroke College (construit en 1666) porte son nom, tout comme la maison Hitcham du lycée Thomas Mills à Framlingham.